# Josef Anton Schobinger
Pour les articles homonymes, voir Schobinger.
Josef Anton Schobinger est un homme politique suisse, né le 30 janvier 1849 à Lucerne, décédé le 27 novembre 1911, bourgeois de Lucerne, conseiller fédéral de 1908 à 1911.
- Parti démocrate-chrétien suisse

## Biographie
Il est le 38e conseiller fédéral de l'histoire[réf. nécessaire].
Il dirige le Département de justice et police en 1908, le   Département du commerce, de l'industrie et de l'agriculture en 1909, le Département des finances et des douanes en 1910 et le   Département de l'intérieur en 1911.